# Arrènes
Arrènes est une commune française située dans le département de la Creuse, en région Nouvelle-Aquitaine.

## Géographie

### Localisation
La commune est limitrophe du département de la Haute-Vienne.
La ligne de chemin de fer Montluçon-Saint-Sulpice-Laurière traverse le territoire de la commune. La station la plus proche est la gare de Marsac, desservie par les trains TER Nouvelle-Aquitaine (lignes de Limoges-Bénédictins à Montluçon-Ville).

### Communes limitrophes
|                         | Fursac         | Marsac                |
| Laurière (Haute-Vienne) | Arrènes        | Mourioux-Vieilleville |
|                         | Saint-Goussaud | Châtelus-le-Marcheix  |

### Hydrographie

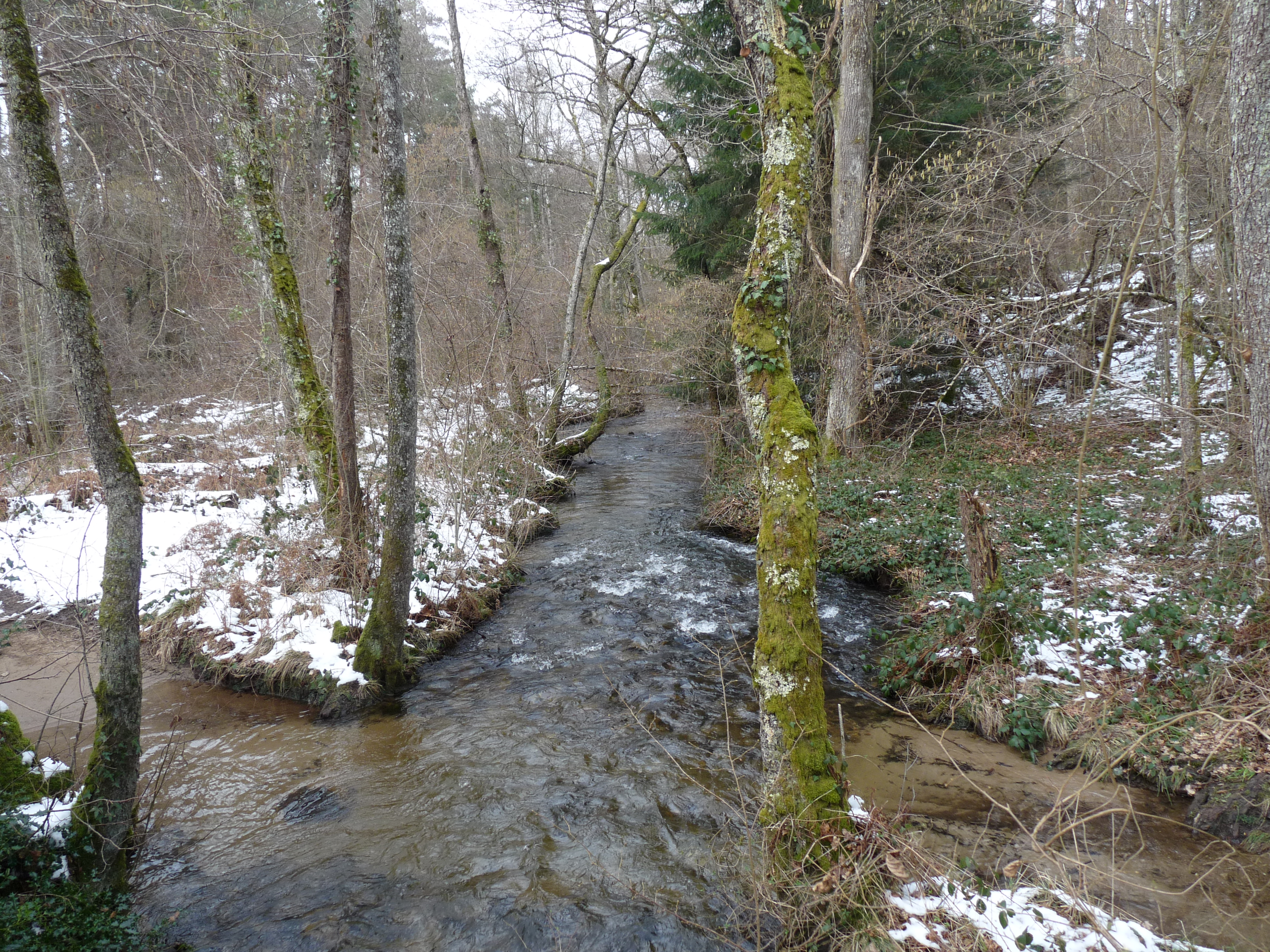
Le ruisseau Mouilard.

Le territoire de la commune est traversé par l'Ardour et son affluent le Mouilard.
L'Ardour est lui-même un affluent de la Gartempe, donc un sous-affluent de la Loire par la Creuse et la Vienne.

### Climat
Pour des articles plus généraux, voir Climat de la Nouvelle-Aquitaine et Climat de la Creuse.
Historiquement, la commune est dans une zone de transition entre le climat océanique limousin et le climat montagnard.  
En 2020, Météo-France publie une typologie des climats de la France métropolitaine dans laquelle la commune est dans une zone de transition entre le climat océanique altéré et le climat de montagne et est dans la région climatique Ouest et nord-ouest du Massif Central, caractérisée par une pluviométrie annuelle de 900 à 1 500 mm, maximale en automne et en hiver.
Pour la période 1971-2000, la température annuelle moyenne est de 10,8 °C, avec une amplitude thermique annuelle de 14,7 °C. Le cumul annuel moyen de précipitations est de 1 094 mm, avec 13 jours de précipitations en janvier et 8,2 jours en juillet. Pour la période 1991-2020, la température moyenne annuelle observée sur la station météorologique la plus proche, située sur la commune de Bénévent-l'Abbaye à 7 km à vol d'oiseau, est de 11,5 °C et le cumul annuel moyen de précipitations est de 1 013,1 mm,. Pour l'avenir, les paramètres climatiques de la commune estimés pour 2050 selon différents scénarios d’émission de gaz à effet de serre sont consultables sur un site dédié publié par Météo-France en novembre 2022.

## Urbanisme

### Typologie
Au 1er janvier 2024, Arrènes est catégorisée commune rurale à habitat très dispersé, selon la nouvelle grille communale de densité à 7 niveaux définie par l'Insee en 2022.
Elle est située hors unité urbaine. Par ailleurs la commune fait partie de l'aire d'attraction de Guéret, dont elle est une commune de la couronne,. Cette aire, qui regroupe 72 communes, est catégorisée dans les aires de moins de 50 000 habitants,.

### Occupation des sols
L'occupation des sols de la commune, telle qu'elle ressort de la base de données européenne d’occupation biophysique des sols Corine Land Cover (CLC), est marquée par l'importance des forêts et milieux semi-naturels (52,2 % en 2018), une proportion sensiblement équivalente à celle de 1990 (52,4 %). La répartition détaillée en 2018 est la suivante : 
forêts (52,2 %), prairies (29,3 %), zones agricoles hétérogènes (16,8 %), terres arables (1,7 %). L'évolution de l’occupation des sols de la commune et de ses infrastructures peut être observée sur les différentes représentations cartographiques du territoire : la carte de Cassini (XVIIIe siècle), la carte d'état-major (1820-1866) et les cartes ou photos aériennes de l'IGN pour la période actuelle (1950 à aujourd'hui).

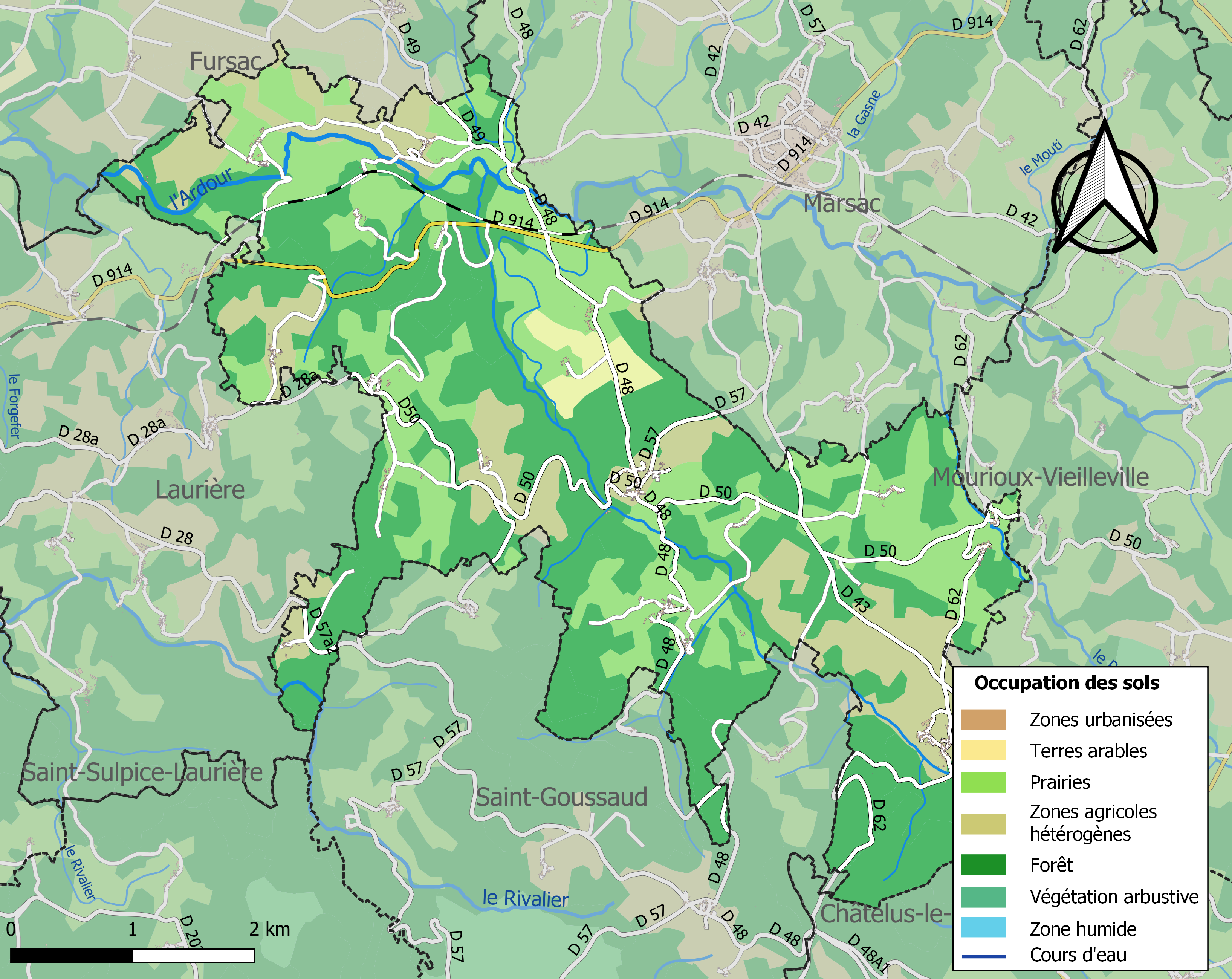
Carte des infrastructures et de l'occupation des sols de la commune en 2018 (CLC).

### Lieux-dits, hameaux et écarts
La commune d'Arrènes regroupe 25 villages dispersés autour du bourg, dans un paysage très vallonné : L'Abbaye, Aigueperse, Aussagne, Les Beiges, Champ-d'Hiver, La Faye-aux-Arrêts (ou Faye-Auzareix), La Fosle (ou Folle), La Galeine, La Gasne, Les Giraudes, Le Jourdaneix, Laplaud, Le Monthuaud, Le Moulard, Moulin-de-Côte-Plane, Le Moulin-de-la-Ronze, Le Moulin-du-Jourdaneix, Le Point-du-Jour, La Pradelle, Puy-Faucher, Reix, La Ronze, Sazeirat, Theil, Les Trois-Piles.

### Habitat et logement
En 2018, le nombre total de logements dans la commune était de 220, alors qu'il était de 229 en 2013 et de 219 en 2008.
Parmi ces logements, 52,3 % étaient des résidences principales, 38,1 % des résidences secondaires et 9,6 % des logements vacants. Ces logements étaient pour 100 % d'entre eux des maisons individuelles et pour 0 % des appartements.
Le tableau ci-dessous présente la typologie des logements à Arrènes en 2018 en comparaison avec celle de la Creuse et de la France entière. Une caractéristique marquante du parc de logements est ainsi une proportion de résidences secondaires et logements occasionnels (38,1 %) très  supérieure à celle du département (19,8 %) et à celle de la France entière (9,7 %). Concernant le statut d'occupation de ces logements, 87,3 % des habitants de la commune sont propriétaires de leur logement (84,3 % en 2013), contre 72,5 % pour la Creuse et 57,5 % pour la France entière.
| Typologie                                               | Arrènes | Creuse | France entière |
| ------------------------------------------------------- | ------- | ------ | -------------- |
| Résidences principales (en %)                           | 52,3    | 64,8   | 82,1           |
| Résidences secondaires et logements occasionnels (en %) | 38,1    | 19,8   | 9,7            |
| Logements vacants (en %)                                | 9,6     | 15,5   | 8,2            |

### Risques majeurs
Le territoire de la commune d'Arrènes est vulnérable à différents aléas naturels : météorologiques (tempête, orage, neige, grand froid, canicule ou sécheresse) et séisme (sismicité faible). Il est également exposé à un risque particulier : le risque de radon. Un site publié par le BRGM permet d'évaluer simplement et rapidement les risques d'un bien localisé soit par son adresse soit par le numéro de sa parcelle.

#### Risques naturels

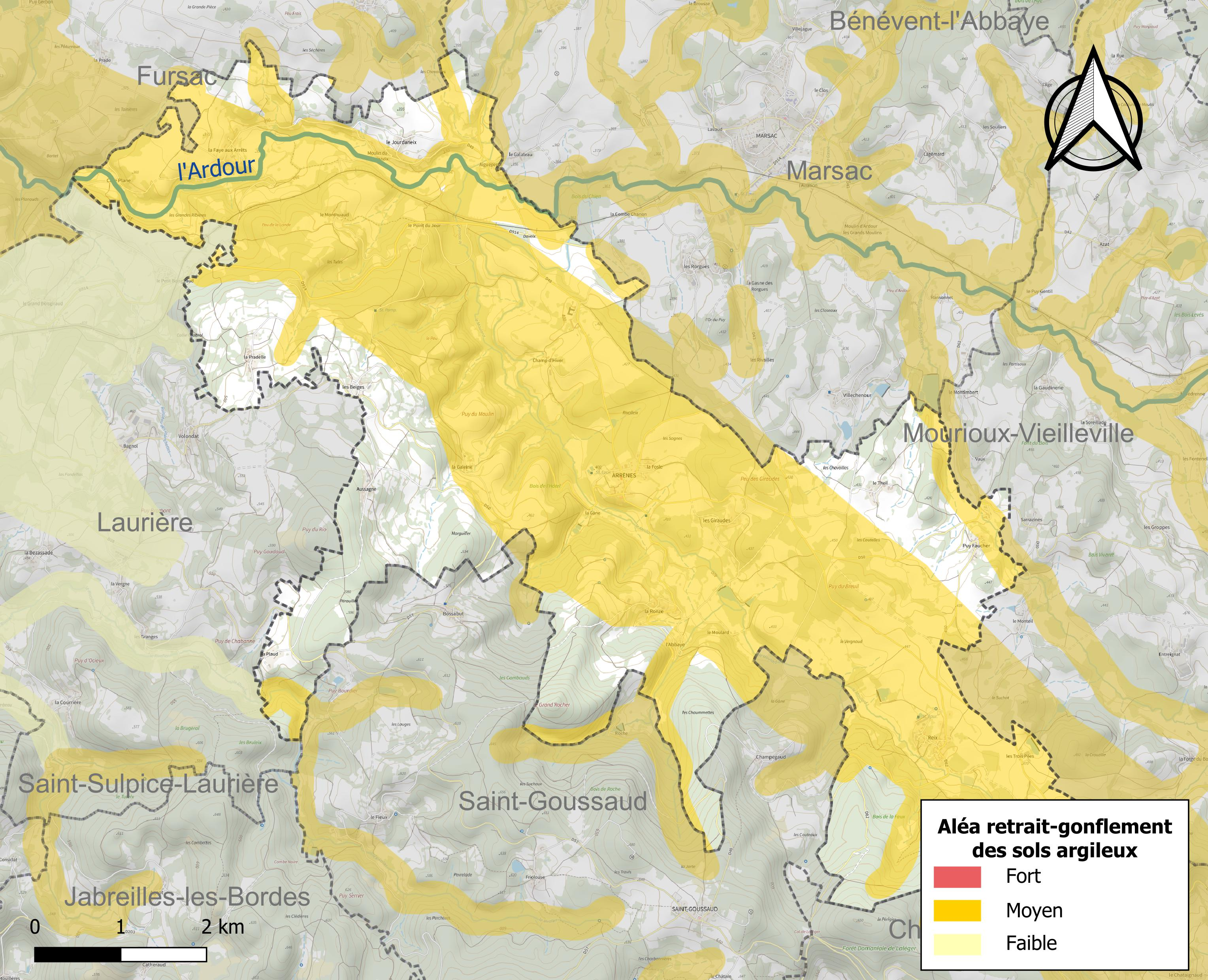
Carte des zones d'aléa retrait-gonflement des sols argileux d'Arrènes.

Le retrait-gonflement des sols argileux est susceptible d'engendrer des dommages importants aux bâtiments en cas d’alternance de périodes de sécheresse et de pluie. 70,9 % de la superficie communale est en aléa moyen ou fort (33,6 % au niveau départemental et 48,5 % au niveau national). Sur les 234 bâtiments dénombrés sur la commune en 2019,  171 sont en aléa moyen ou fort, soit 73 %, à comparer aux 25 % au niveau départemental et 54 % au niveau national. Une cartographie de l'exposition du territoire national au retrait gonflement des sols argileux est disponible sur le site du BRGM,.
Par ailleurs, afin de mieux appréhender le risque d’affaissement de terrain, l'inventaire national des cavités souterraines permet de localiser celles situées sur la commune.
La commune a été reconnue en état de catastrophe naturelle au titre des dommages causés par les inondations et coulées de boue survenues en 1982 et 1999. Concernant les mouvements de terrains, la commune a été reconnue en état de catastrophe naturelle au titre des dommages causés par des mouvements de terrain en 1999.

#### Risque particulier
Dans plusieurs parties du territoire national, le radon, accumulé dans certains logements ou autres locaux, peut constituer une source significative d’exposition de la population aux rayonnements ionisants. Certaines communes du département sont concernées par le risque radon à un niveau plus ou moins élevé. Selon la classification de 2018, la commune d'Arrènes est classée en zone 3, à savoir zone à potentiel radon significatif.

## Toponymie
La commune est dénommée Rena en occitan[réf. nécessaire].

## Histoire
Lieu de passage des pèlerins du pèlerinage de Saint-Jacques-de-Compostelle sur la Via Lemovicensis[réf. nécessaire].
En 1836, la commune d'Arrènes, instituée par la Révolution française, absorbe celle de Reix.

Arrènes au début du XXe siècle
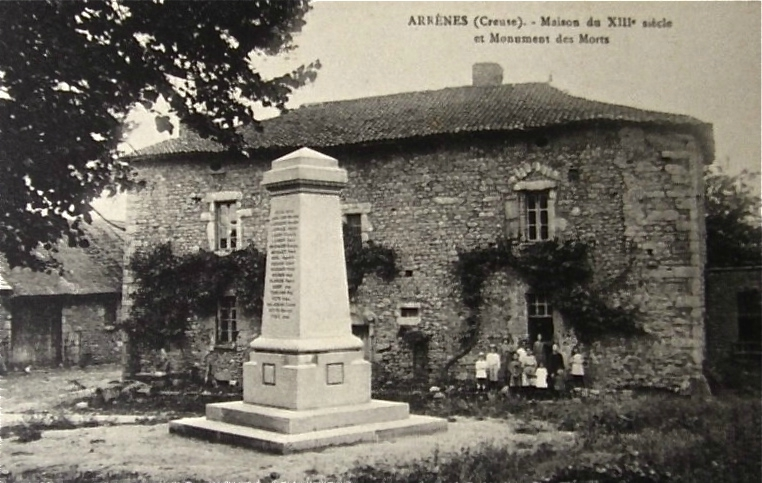
Le monument aux morts devant une maison du XIIIe siècle.

## Politique et administration

### Rattachements administratifs et électoraux

#### Rattachements administratifs
La commune se trouve depuis 1926 dans l'arrondissement de Guéret du département de la Creuse.
Elle faisait partie depuis 1793 du canton de Bénévent-l'Abbaye. Dans le cadre du redécoupage cantonal de 2014 en France, cette circonscription administrative territoriale a disparu, et le canton n'est plus qu'une circonscription électorale.

#### Rattachements électoraux
Pour les élections départementales, la commune fait partie depuis 2014 du canton du Grand-Bourg
Pour l'élection des députés, elle faisait partie la première circonscription de la Creuse jusqu'au redécoupage des circonscriptions législatives françaises de 2010. La Creuse ne comporte plus désormais qu'une seule circonscription

### Intercommunalité
Arrènes était membre de la petite communauté de communes de Bénévent-Grand-Bourg, un établissement public de coopération intercommunale (EPCI) à fiscalité propre créé en 1995 et auquel la commune avait transféré un certain nombre de ses compétences, dans les conditions déterminées par le code général des collectivités territoriales.
Dans le cadre des dispositions de la loi portant nouvelle organisation territoriale de la République du 7 août 2015, qui prévoit que les établissements publics de coopération intercommunale (EPCI) à fiscalité propre doivent avoir un minimum de 15 000 habitants, cette intercommunalité fusionne avec ses voisines pour former, le 1er janvier 2017, la communauté de communes dénommée Monts et Vallées Ouest Creuse, mais, à la suite d'une action en justice, ce regroupement intercommunal a cessé d'exister au 31 décembre 2019 et les anciennes intercommunalités sont recréées,. De ce fait, Arrènes fait à nouveau partie de la communauté de communes de Bénévent-Grand-Bourg.

### Liste des maires
| Période                                  | Période                        | Identité         | Étiquette      | Qualité                                                                         |
| ---------------------------------------- | ------------------------------ | ---------------- | -------------- | ------------------------------------------------------------------------------- |
| Les données manquantes sont à compléter. |                                |                  |                |                                                                                 |
|                                          |                                |                  |                |                                                                                 |
| mars 2001                                | 2014                           | Jacky Chabroulet |                | Retraité                                                                        |
| 2014                                     | juin 2019                      | Nicolas Aubineau | Place publique | Agriculteur Vice-président de la CC Monts et Vallées Ouest Creuse (2017 → 2019) |
|                                          |                                |                  |                |                                                                                 |
| juillet 2020                             | septembre 2022                 | Joëlle Devaud    | DVG-PS         | Aide-soignante                                                                  |
|                                          |                                |                  |                |                                                                                 |
| novembre 2022                            | En cours (au 16 décembre 2022) | Michaël Pluviaud |                |                                                                                 |

## Démographie
L'évolution du nombre d'habitants est connue à travers les recensements de la population effectués dans la commune depuis 1793. Pour les communes de moins de 10 000 habitants, une enquête de recensement portant sur toute la population est réalisée tous les cinq ans, les populations de référence des années intermédiaires étant quant à elles estimées par interpolation ou extrapolation. Pour la commune, le premier recensement exhaustif entrant dans le cadre du nouveau dispositif a été réalisé en 2006.

En 2022, la commune comptait 205 habitants, en évolution de −7,24 % par rapport à 2016 (Creuse : −3,32 %, France hors Mayotte : +2,11 %).
| 1793 | 1800 | 1806 | 1821 | 1831 | 1836  | 1841  | 1846  | 1851  |
| ---- | ---- | ---- | ---- | ---- | ----- | ----- | ----- | ----- |
| 834  | 693  | 780  | 778  | 827  | 1 031 | 1 055 | 1 030 | 1 108 |

| 1856  | 1861  | 1866  | 1872  | 1876  | 1881  | 1886  | 1891  | 1896  |
| ----- | ----- | ----- | ----- | ----- | ----- | ----- | ----- | ----- |
| 1 038 | 1 049 | 1 090 | 1 065 | 1 077 | 1 100 | 1 139 | 1 182 | 1 217 |

| 1901  | 1906  | 1911  | 1921 | 1926 | 1931 | 1936 | 1946 | 1954 |
| ----- | ----- | ----- | ---- | ---- | ---- | ---- | ---- | ---- |
| 1 220 | 1 182 | 1 188 | 898  | 834  | 804  | 731  | 645  | 546  |

| 1962 | 1968 | 1975 | 1982 | 1990 | 1999 | 2006 | 2011 | 2016 |
| ---- | ---- | ---- | ---- | ---- | ---- | ---- | ---- | ---- |
| 494  | 450  | 360  | 286  | 269  | 244  | 222  | 232  | 221  |

| 2021 | 2022 | - | - | - | - | - | - | - |
| ---- | ---- | - | - | - | - | - | - | - |
| 207  | 205  | - | - | - | - | - | - | - |

Jusqu'aux années 1910, la commune d'Arrènes comptait plus de 1000 habitants (1220 habitants en 1901). Victime de la première Guerre mondiale puis de l'exode rural comme beaucoup de communes creusoises, sa population a chuté d'environ 80 % en un siècle.

## Culture locale et patrimoine

### Lieux et monuments
- L'église Saint-Eutrope inscrit au titre des monuments historiques en 1963[29].
- le chêne de Sazeirat, également appelé chêne de Sully, est un arbre remarquable, et aurait entre 400 et 500 ans.
Sa circonférence fait 7,20 mètres à 1,30 mètre du sol. Une grosse branche est cassée à sa base et laisse apercevoir l'intérieur de l'arbre qui est en grande partie creux[30]. On peut le voir dans le spectacle 3D du scénovision de Bénévent-l'Abbaye, dont il est un personnage.

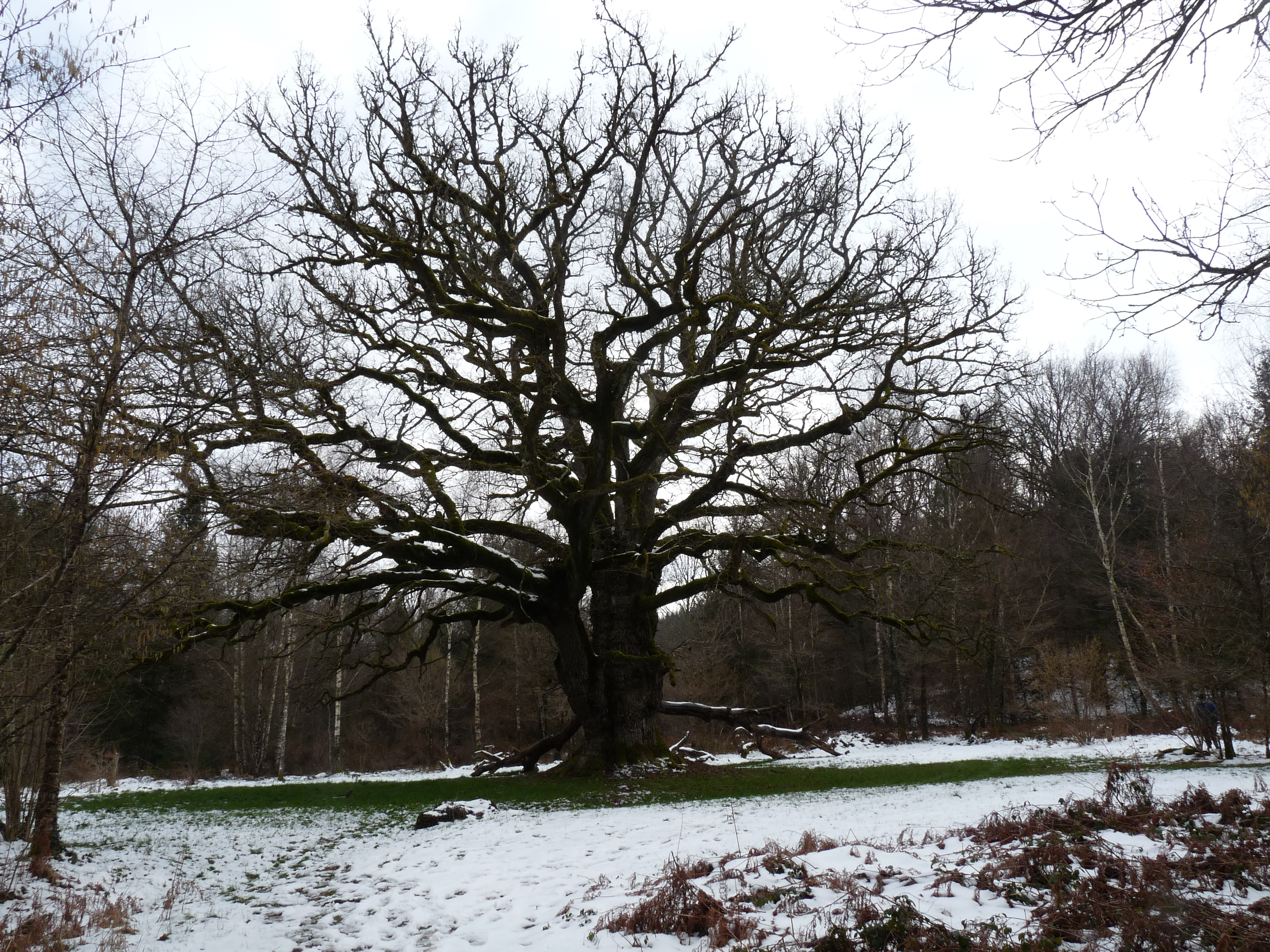
Le chêne de Sazeirat
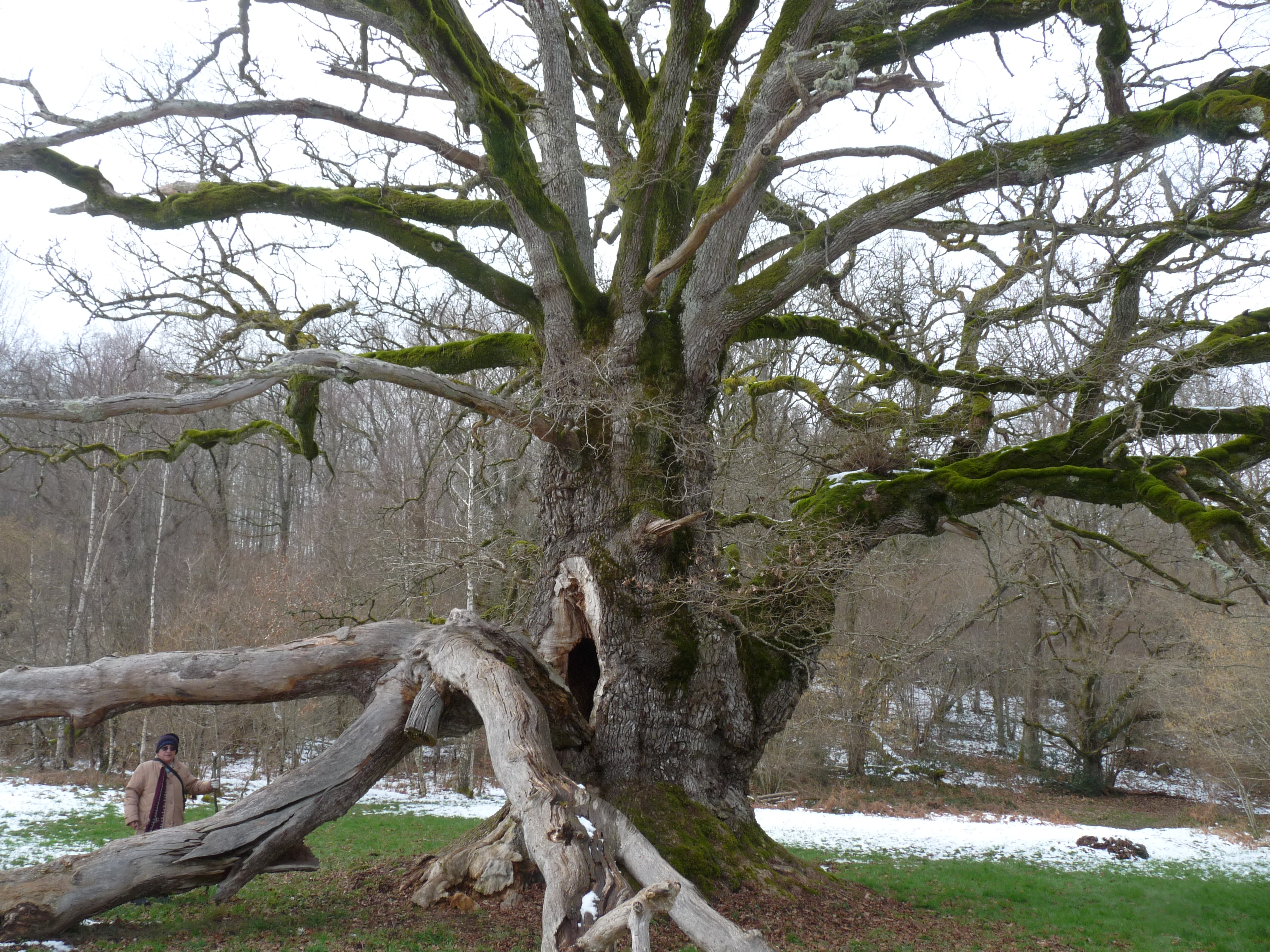
Le chêne de Sazeirat montrant le creux du tronc

### Article(s) connexe(s)
- Liste des communes de la Creuse
- Liste des anciennes communes de la Creuse
- Communauté de communes de Bénévent-Grand-Bourg